# Utricularia tricolor
Utricularia tricolor — вид рослин із родини пухирникових (Lentibulariaceae).

## Біоморфологічна характеристика
Ризоїди з простими гілками, довжиною до 90 мм. Поодинокі столони, шириною до 0.8 мм. Листки 5–55 мм завдовжки, пластини від зворотнояйцюватих до круглих, верхівка закруглена, основа ослаблена. Суцвіття просте або іноді розгалужене біля верхівки, голе; квітки (1)4–8; віночок фіолетовий чи бузковий, є жовто-біла пляма на горбі, ≈ довжина 12 мм. Куляста коробочка довжиною 3–4 мм.

## Середовище проживання
Цей вид має широке поширення в Південній Америці: Аргентина, Болівія, Бразилія, Колумбія, Парагвай, Уругвай, Венесуела.
Цей вид був зафіксований із вологих пасовищ на низьких та середніх висотах (0–1200 м).

## Використання
Вид культивується невеликою кількістю ентузіастів роду. Торгівля незначна.